# Lancrans
Lancrans és un antic municipi francès, situat al departament de l'Ain i a la regió d'Alvèrnia-Roine-Alps. L'1 de gener de 2019 esdevé un municipi delegat, al si del municipi nou Valserhône. L'any 2007 tenia 1.015 habitants.

## Demografia

### Població
El 2007 la població de fet de Lancrans era de 1.015 persones. Hi havia 416 famílies de les quals 110 eren unipersonals (51 homes vivint sols i 59 dones vivint soles), 123 parelles sense fills, 139 parelles amb fills i 44 famílies monoparentals amb fills.
La població ha evolucionat segons el següent gràfic:
Habitants censats

### Habitatges
El 2007 hi havia 489 habitatges, 425 eren l'habitatge principal de la família, 30 eren segones residències i 34 estaven desocupats. 310 eren cases i 177 eren apartaments. Dels 425 habitatges principals, 257 estaven ocupats pels seus propietaris, 152 estaven llogats i ocupats pels llogaters i 16 estaven cedits a títol gratuït; 7 tenien una cambra, 37 en tenien dues, 75 en tenien tres, 127 en tenien quatre i 179 en tenien cinc o més. 325 habitatges disposaven pel capbaix d'una plaça de pàrquing. A 202 habitatges hi havia un automòbil i a 193 n'hi havia dos o més.

### Piràmide de població
La piràmide de població per edats i sexe el 2009 era:
| Homes | Edats   | Dones |
| ----- | ------- | ----- |
| 0     | 95 o +  | 0     |
| 0     | 90 a 94 | 8     |
| 4     | 85 a 89 | 8     |
| 4     | 80 a 84 | 0     |
| 12    | 75 a 79 | 8     |
| 36    | 70 a 74 | 16    |
| 28    | 65 a 69 | 64    |
| 0     | 60 a 64 | 12    |
| 20    | 55 a 59 | 8     |
| 20    | 50 a 54 | 16    |
| 28    | 45 a 49 | 40    |
| 28    | 40 a 44 | 24    |
| 64    | 35 a 39 | 48    |
| 40    | 30 a 34 | 60    |
| 24    | 25 a 29 | 20    |
| 32    | 20 a 24 | 24    |
| 28    | 15 a 19 | 20    |
| 28    | 10 a 14 | 20    |
| 32    | 5 a 9   | 44    |
| 20    | 0 a 4   | 32    |

## Economia
El 2007 la població en edat de treballar era de 644 persones, 515 eren actives i 129 eren inactives. De les 515 persones actives 478 estaven ocupades (266 homes i 212 dones) i 37 estaven aturades (11 homes i 26 dones). De les 129 persones inactives 42 estaven jubilades, 42 estaven estudiant i 45 estaven classificades com a «altres inactius».

### Ingressos
El 2009 a Lancrans hi havia 423 unitats fiscals que integraven 1.045,5 persones, la mediana anual d'ingressos fiscals per persona era de 19.631 €.

### Activitats econòmiques
Dels 23 establiments que hi havia el 2007, 1 era d'una empresa extractiva, 2 d'empreses de fabricació de material elèctric, 6 d'empreses de fabricació d'altres productes industrials, 4 d'empreses de construcció, 1 d'una empresa de comerç i reparació d'automòbils, 2 d'empreses d'hostatgeria i restauració, 1 d'una empresa d'informació i comunicació, 3 d'empreses immobiliàries, 2 d'empreses de serveis i 1 d'una entitat de l'administració pública.
Dels 7 establiments de servei als particulars que hi havia el 2009, 2 eren tallers de reparació d'automòbils i de material agrícola, 1 guixaire pintor, 2 fusteries, 1 lampisteria i 1 restaurant.
L'any 2000 a Lancrans hi havia 10 explotacions agrícoles.

## Equipaments sanitaris i escolars
El 2009 hi havia una escola elemental.

## Poblacions més properes
El següent diagrama mostra les poblacions més properes.